# Invasion from 2500
Invasion from 2500 (cu sensul de Invazie din 2500) este un roman science-fiction scris de scriitorii americani Ted White și Terry Carr în 1964 sub pseudonimul Norman Edwards. A fost publicat de Monarch Books în august 1964.

## Prezentare
În timp ce Jack Eskridge accelera prin noapte spre Chicago, cerul a fost brusc scăldat de o lumină strălucitoare. Jack a oprit mașina și a fugit spre lumină. El a fost întâmpinat  de o priveliște fantastică: un arc uriaș, strălucitor și ciudat, prin care ieșeau tancuri cu aspect ciudat, nave aeriene și soldați îmbrăcați în metal care transportau arme sinistre. Jack știa că trebuie să plece și să avertizeze oamenii de această invazie. Dar înainte de a ajunge în Chicago toate marile orașe din Statele Unite ale Americii au fost cucerite de acești străini. Nimeni nu știa de unde au venit sau ce intenții malefice aveau. Un singur lucru era sigur - trebuiau opriți înainte ca întreaga omenire să cadă sub stăpânirea lor.

## Vezi și
- 1964 în științifico-fantastic